# Русов (Ивано-Франковская область)
Ру́сов (укр. Русів) — село в Снятынской городской общине Коломыйского района Ивано-Франковской области Украины.
Население по переписи 2001 года составляло 1119 человек. Занимает площадь 3,216 км². Почтовый индекс — 78335. Телефонный код — 3476.

## Известные уроженцы
- Мигаль, Тарас Степанович (1920—1982) — украинский советский писатель, публицист.
- Плавьюк, Николай Васильевич (1925—2012) — украинский политический деятель в эмиграции, последний глава правительства УНР в изгнании.
- Стефаник, Василий Семёнович (1871—1936) — украинский писатель.
- Стефаник, Василий Ильич (1939—2010) — украинский биолог, эколог.